# Demokratisk vänster (Ecuador)
Demokratisk vänster (spanska: Izquierda Democrática, ID) är ett socialdemokratiskt politiskt parti i Ecuador. Vid parlamentsvalen 2002 vann partiet 13 av 100 platser. I presidentvalet som skedde samtidigt fick partiets kandidat, Rodrigo Borja, som var landets president 1988 till 1992, 14,4 procent av rösterna. Inför parlamentsvalet 2006 gick partiet i allians med Red Etica y Democracia.